# ABBA 99
ABBA 99 ist eine deutsche Tribute-Band, die sich der Musik der schwedischen Popgruppe ABBA widmet. Seit ihrer Gründung im Jahr 1992 bringt sie die großen Hits von ABBA mit hoher Authentizität und aufwendiger Live-Inszenierung auf die Bühne.

## Geschichte
Die Band wurde 1992 gegründet und zählt zu den ältesten und erfolgreichsten ABBA-Tribute-Bands in Deutschland. Die Mitglieder sind professionelle Musikerinnen und Musiker mit langjähriger Bühnenerfahrung. Ziel der Formation ist es, das musikalische Erbe von ABBA originalgetreu aufleben zu lassen.

## Stil und Konzept
ABBA 99 setzt auf vollständig live gespielte Musik – ohne Samples oder vorproduzierte Chöre. Besonderer Wert wird auf die stilgerechte Optik gelegt: Plateauschuhe, Schlaghosen, Glitzerkostüme und aufwendige Lichttechnik sorgen für ein Disco-Feeling der 1970er-Jahre. 
Zum Repertoire gehören alle bekannten ABBA-Hits, darunter Dancing Queen, Mamma Mia, Take a Chance on Me, Waterloo und Fernando.

## Auftritte
Die Band hat über 1.000 Live-Auftritte absolviert, darunter mehr als 700 in Deutschland. Tourneen führten ABBA 99 auch ins europäische Ausland, unter anderem nach Österreich, in die Schweiz und nach Luxemburg. Regelmäßige Auftritte erfolgen in bekannten Konzerthäusern wie der Alten Philharmonie München oder dem Prinzregententheater.

## Rezeption
Die Band wird von der Fachpresse und dem Publikum gleichermaßen für ihre musikalische Qualität und Bühnenshow gelobt. Sie gilt als eine der authentischsten ABBA-Tribute-Bands im deutschsprachigen Raum.